# Lawrence Gushee
Lawrence „Larry“ Gushee (Ridley Park, Pennsylvania, 25 februari 1931 - Urbana, Illinois, 6 januari 2015) was een Amerikaanse muziekwetenschapper die zich o.a. met de muziek uit de Middeleeuwen en de vroege jazz bezighield.
Gushee studeerde aan Haverford College, Yale University, de Universiteit van Dijon en Manhattan School of Music. Hij promoveerde in 1959 in Yale (over een muziektheoreticus uit de 9de eeuw: "The Musica Disciplina of Aurelianus Reomensis: a critical edition and commentory“) en doceerde aan de University of Wisconsin in Madison, Yale en de University of Illinois at Urbana-Champaign, waar hij Professor Emeritus werd.
Gushee was tweemaal een Guggenheim Fellow, een keer om in Europa bronnen van middeleeuwse muziek te bestuderen en een tweede keer voor onderzoek naar de vroege jazz. Een specialisme van hem was de 14de-eeuwse muziek in Frankrijk. Hij gold tevens als een van de toonaangevende specialisten op het gebied van de vroege jazz. In het bijzonder onderzocht hij de rol van de Creole Jazz Band van Freddie Keppard voor de verspreiding van jazz op Vaudeville-tournees in de jaren 1914-1918.
Gushee speelde zelf ook traditionele jazz en ragtime als klarinettist in het 'New Golden Rule Orchestra'.

## Werken
- Pioneers of Jazz – the story of the Creole Band, Oxford University Press 2005, ISBN 0195161319
- Nawoord bij heruitgave Alan Lomax' jazzclassic „Mr. Jelly Roll – The Fortunes of Jelly Roll Morton“, University of California Press